# Бо Гарет
Бо Џеси Гарет (енгл. Beau Jesse Garrett; Лос Анђелес, 28. децембар 1982) је америчка глумица и манекенка. Гаретова је најпознатија по улози Џине Ласел у CBS-овој криминалистичкој серији Злочиначки умови: Понашање осумњиченог.

## Извори
1. ↑  beaujgarrett. „thank you for my birthday wishes. 30 years....good riddance 20's. I never really liked you anyways” (твит). Архивирано из оригинала 2022-03-20. г.  — преко -а.